# Stabekk
Stabekk (Stedbæk 1625-1875, Stabæk 1875-1925) to dzielnica w gminie Bærum w Norwegii. Jest to głównie obszar mieszkalny, w 2005 r. miał 6261 mieszkańców. Leży 6 kilometrów od granicy i około 11 kilometrów na zachód od centrum Oslo.
Stabekk leży w tzw. dolinie między Bekkestua, Lysaker, a autostradą E18. Leży w gminie, która ma najwyższy dochód na jednego mieszkańca i najwyższy odsetek osób z wyższym wykształceniem w Norwegii. W związku z tym jest to jedna z najdroższych i najmodniejszych miejscowości w Norwegii. W Stabekk znajduje się kościół dla Polaków.

## Historia
Pierwsze wzmianki o Stabekku pochodzą z 1398 r. pod nazwą Stadbæk, po niewielkim strumieniu, który może mieć miejsce w pobliżu dzisiejszej linii kolejowej. W późniejszych czasach, obszar ten został zabudowany głównie w związku z budową linii Drammenbanen w latach 1870–1872, przez koleje wykupujące działki od okolicznych gospodarstw rolnych w celu zbudowania tam trasy kolejowej. Gdy przebieg trasy był już znany, zakupione wcześniej i niewykorzystane  działki nieopodal stacji zostały podarowane pracownikom kolei. Miejsca odległe od stacji były tanie, więc ludzie chętnie skupowali działki. Kolej stworzyła możliwości budownictwa mieszkaniowego na tym obszarze, ponieważ w ten sposób stała się bardziej związana z Oslo. Dzisiejszy budynek dworca został otwarty w 1902 roku. Kolej ostatecznie doprowadziła również do powstania budynku centralnego ze sklepami, pocztą, lekarzem, itp. Chociaż budynek centralny powstał w latach 30. XX w., to dopiero w okresie powojennym teren ten został poważnie rozwinięty jako osiedle podmiejskie w Oslo. Przed wojną był to obszar wiejski, który służył latem jako ośrodek wypoczynkowy.

## Komunikacja
Stacja kolejowa w Stabekk jest oddalona od Oslo Sentralstasjon o 8,99 km. Leży na trasie Drammenbanen i kolei aglomeracyjnej w Oslo. Pociągi odjeżdżające z tej stacji obsługują Oslo Sentralstasjon, Drammen, Asker, Lillestrøm i Skøyen.

## Źródła
- https://snl.no/Stabekk